# Новокузнецк
Новокузнѐцк (на руски: Новокузнѐцк) е град на областно подчинение (Новокузнецки градски окръг) в Кемеровска област, Русия, административен център на Новокузнецки район без да е в състава му.
Той е най-големият град в Кемеровска област по население с 551 253 жители към 2016 година.

## История
Новокузнецк е сред най-старите градове в Сибир. Основан е около 1617 – 1618 г. като Кузнецка крепост, която се намира на възвишение на десния бряг на река Том и е основно ядро на града от 1620 г. до края на ХVIII век. Съвременният град Новокузнецк възниква на 3 юли 1931 г. с Решение на Президиума на Централния изпълнителен комитет на СССР от селището Садгород, намиращо се близо до строящия се металургически завод. С ново постановление от 2 март 1932 г. градовете Кузнецк и Новокузнецк в Западносибирския край са обединени в един град, който получава името Новокузнецк. Президиума на Централния изпълнителен комитет решава да включи в границите на града прилежащите към него околни селища заедно със землищата им, заедно с Новобесонсвското, Новоаралическо, Новогорбуновско и Новочерноусовско земеделски стопанства и др. През май 1932 г. Новокузнецк е преименуван на Сталинск, но на 5 ноември 1961 г. с указ на Президиума на ВС на РСФСР градът отново връща старото си име.
През 30-те години на XX век засилената индустриализация, провеждана от сталиниския режим превръща града във важен въгледобивен и индустриален център. Именно на Новокузнецк е посветено известното стихотворение на Владимир Маяковски „Рассказ Хренова о Кузнецкстрое и о людях Кузнецка“ („Я знаю – город будет, я знаю – саду цвесть, когда такие люди в стране Советской есть“). През 1929 г. по проект на американската фирма „Frain“ и под ръководството на главен инженер Иван Бардин започва изграждането на Кузнецкия металургичен комбинат, който е пуснат в експлоатация през 1931 г. През 1941 г. във връзка с военната евакуация на много руски предприятия към Сибир са пуснати в експлоатация Новокузнецкия завод за алуминий и Кузнецкия завод за феросплави. По време на войната Кузнецкият металургичен комбинат произвежда военна продукция. От стоманата, произвеждана в комбината са сглобени бойни машини за няколко танкови подразделения. През юли 1941 г. в града е евакуирано Виленското пехотно училище, което още през следващия месец започва подготовка на офицери и командири.
През 1986 г. в СССР започва процес на преустройство (т.нар. „перестройка“). Провалът на опитите за икономически реформи през 1987 г. води до началото на стачки на миньорите в Кемеровска област. Макар че Новокузнецк е повече град на металурзите, а не на миньорите, през 1989 г. той се превръща в един от центровете на миньорската стачка. Според резултатите от преброяването от 1989 г. населението на града е 614 726 души. Към 1998 г. градът преживява упадък. Въпреки това, кризата от 1998 г. и свързаното с нея обезценяване на рублата прави отново въгледобива и стоманодобивната индустрия печеливши. В периода 1998 – 2000 г. промишлените предприятия в града стават обект на борба за собственост между финансови и индустриални групировки като „МИКом“, „Евраз“, „КМК“, „Алфа-груп“ и „Русал“. Икономическият ръст в годините след 2000 г. води до развитие на града и активно строителство на жилищни и офис сгради.

## Климат
Новокузнезцк се отличава с рязкоконтинентален климат със значителни годишни и денонощни колебания на температурите. Това е обусловено не само от регионалното му положение в сърцето на азиатския континент, но и от близостта му до зоната, повлияна от Кузнецката котловина, Горната Шора и Салаир. Съществено влияние върху климата на град Новокознецк оказва също пространствената ориентация на основните геоморфологически елементи, най-вече на речните долини и водоразделите. Река Том влиза в града от югоизток, след което тече на запад, а в центъра на града рязко завива на север-североизток. Средногодишната температура на въздуха в града е +2,1 °C. Средно се отбелязват 280 слънчеви дни в годината. Градът е разположен в зона на достатъчна влажност: средно падат около 448 mm валежи, се падат на топлия период. Снежната покривка се запазва средно около 107 дни.
| Климатични данни за Новокузнецк       | Климатични данни за Новокузнецк | Климатични данни за Новокузнецк | Климатични данни за Новокузнецк | Климатични данни за Новокузнецк | Климатични данни за Новокузнецк | Климатични данни за Новокузнецк | Климатични данни за Новокузнецк | Климатични данни за Новокузнецк | Климатични данни за Новокузнецк | Климатични данни за Новокузнецк | Климатични данни за Новокузнецк | Климатични данни за Новокузнецк | Климатични данни за Новокузнецк |
| Месеци                                | яну.                            | фев.                            | март                            | апр.                            | май                             | юни                             | юли                             | авг.                            | сеп.                            | окт.                            | ное.                            | дек.                            | Годишно                         |
| Абсолютни максимални температури (°C) | 4,2                             | 7,9                             | 18,3                            | 28,5                            | 34,8                            | 35,0                            | 36,0                            | 35,9                            | 31,0                            | 24,9                            | 15,1                            | 7,3                             | 36,0                            |
| Средни максимални температури (°C)    | −11,1                           | −8                              | −0,7                            | 8,5                             | 18,3                            | 22,7                            | 24,8                            | 22,7                            | 15,9                            | 7,9                             | −3                              | −9,2                            | 7,4                             |
| Средни температури (°C)               | −15,2                           | −13                             | −5,9                            | 2,8                             | 11,5                            | 16,4                            | 18,8                            | 16,4                            | 9,9                             | 2,9                             | −6,7                            | −13,2                           | 2,1                             |
| Средни минимални температури (°C)     | −18,5                           | −16,7                           | −10                             | −1,8                            | 5,8                             | 11,1                            | 13,7                            | 11,2                            | 5,3                             | −0,6                            | −9,6                            | −16,5                           | −2,2                            |
| Абсолютни минимални температури (°C)  | −47,7                           | −42,2                           | −33,9                           | −26,1                           | −8,9                            | −1,4                            | 2,2                             | 0,2                             | −6,1                            | −23                             | −37,7                           | −40                             | −47,7                           |
| Средни месечни валежи (mm)            | 12                              | 12                              | 6                               | 6                               | 6                               | 27                              | 48                              | 42                              | 12                              | 15                              | 15                              | 15                              |                                 |
| ------------------------------------- | ------------------------------- | ------------------------------- | ------------------------------- | ------------------------------- | ------------------------------- | ------------------------------- | ------------------------------- | ------------------------------- | ------------------------------- | ------------------------------- | ------------------------------- | ------------------------------- | ------------------------------- |
| Източник: Погода и Климат             |                                 |                                 |                                 |                                 |                                 |                                 |                                 |                                 |                                 |                                 |                                 |                                 |                                 |

## Население
| 1618    | 1720    | 1825    | 1851    | 1877    | 1897    | 1917    | 1926    |
| ------- | ------- | ------- | ------- | ------- | ------- | ------- | ------- |
| 10      | 1918    | 1724    | 2831    | 3051    | 3141    | 3154    | 3894    |
| 1931    | 1939    | 1956    | 1959    | 1962    | 1967    | 1973    | 1976    |
| 45 000  | 166 000 | 346 600 | 377 000 | 410 000 | 493 000 | 513 000 | 527 000 |
| 1979    | 1982    | 1986    | 1989    | 1992    | 1996    | 1999    | 2001    |
| 541 356 | 556 000 | 581 000 | 599 947 | 600 000 | 571 000 | 562 800 | 564 500 |
| 2003    | 2005    | 2007    | 2009    | 2011    | 2013    | 2015    | 2016    |
| 565 900 | 563 300 | 560 900 | 563 271 | 548 127 | 549 182 | 550 127 | 551 253 |

Етнически състав
Към 2010 г. населението на Новокузнецк е представено от: 94,4% руснаци, 0,9% татари, 0,9% украинци, 0,6% немци и други.

## Икономика
Градът е един от най-крупните металургични и въгледобивни центрове на страната. Има силно развита тежка промишленост. Той се намира в центъра на Кузнецкия басейн. По-големите металургични комбинати са:
- Западносибирски металургичен комбинат
- Новокузнецки металургичен комбинат

### Транспорт
Градът разполага с летище и е важен железопътен възел. Градският транспорт е представен от 76 автобусни, 9 трамвайни и 5 тролейбусни линии.

## Образование
Новокузнецк разполага с 4 висши училища:
- Сибирски държавен индустриален университет
- Новокузнецки институт (филиал) към Кемеровския държавен университет
- Кузбаски институт към Федералната служба за изпълнение на наказания
- Кузбаска православна духовна семинария

## Медии
Печатните издания в Новокузнецк са представени от вестниците „Кузнецки работник“. „Кузнецки мост“, литературно-художественото списание „Съюз на писателите“ и бизнес-списанието „Стандарт на качеството в Сибир“. Местни телевизионни програми са ГТРК Кузбас (подразделение на канал „Россия 1“), ТВН (партньор на ТВ Центр), 10 Канал (партньор на НТВ), Ново – ТВ, Новокузнетска интернет-телевизия и кабелен канал „Моят град“. След прехода към часовия пояс на Красноярското време през пролетта на 2010 г. заради разположението на спътниците на телевизионната станция „Орбита-3“ в Красноярск и района има проблеми при функционирането на някои от каналите. Сутрешните програми на основните федерални канали стартират още в 4:00 през нощта вместо в 5:00, а програма „Время“ вместо в обичайния си час 21:00 започва в 20:00.

## Побратимени градове
- Далас, САЩ
- Нижни Тагил, Русия
- Питсбърг, САЩ
- Запорожие, Украйна
- Бирмингам, Обединено кралство

## Личности
Родени в Новокузнецк
- Гата Камски – съветски и американски шахматист